# Dieric Bouts
Dieric Bouts (asi 1410, Haarlem – 6. května 1475, Lovaň) byl raný nizozemský malíř. Bouts možná studoval u Rogiera van der Weydena a jeho práce byla ovlivněna van der Weydenem a Janem van Eyckem. Od roku 1457 (nebo možná dříve) až do své smrti v roce 1475 působil v Lovani. 
Bouts byl jedním z prvních severních malířů, kteří demonstrovali použití jediného úběžníku (jak je znázorněno v jeho Poslední večeři).

## Život

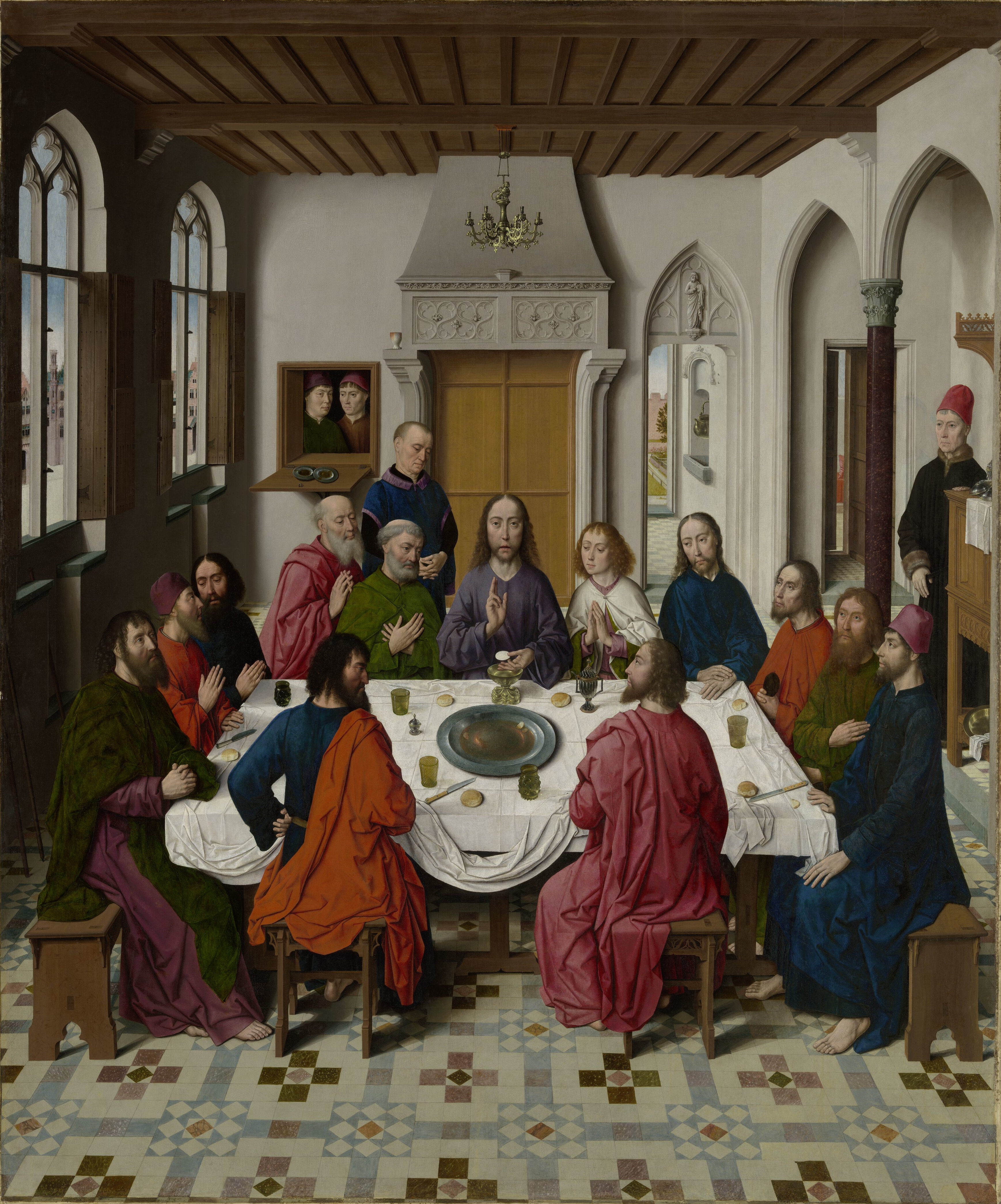
Poslední večeře, 1464-1467

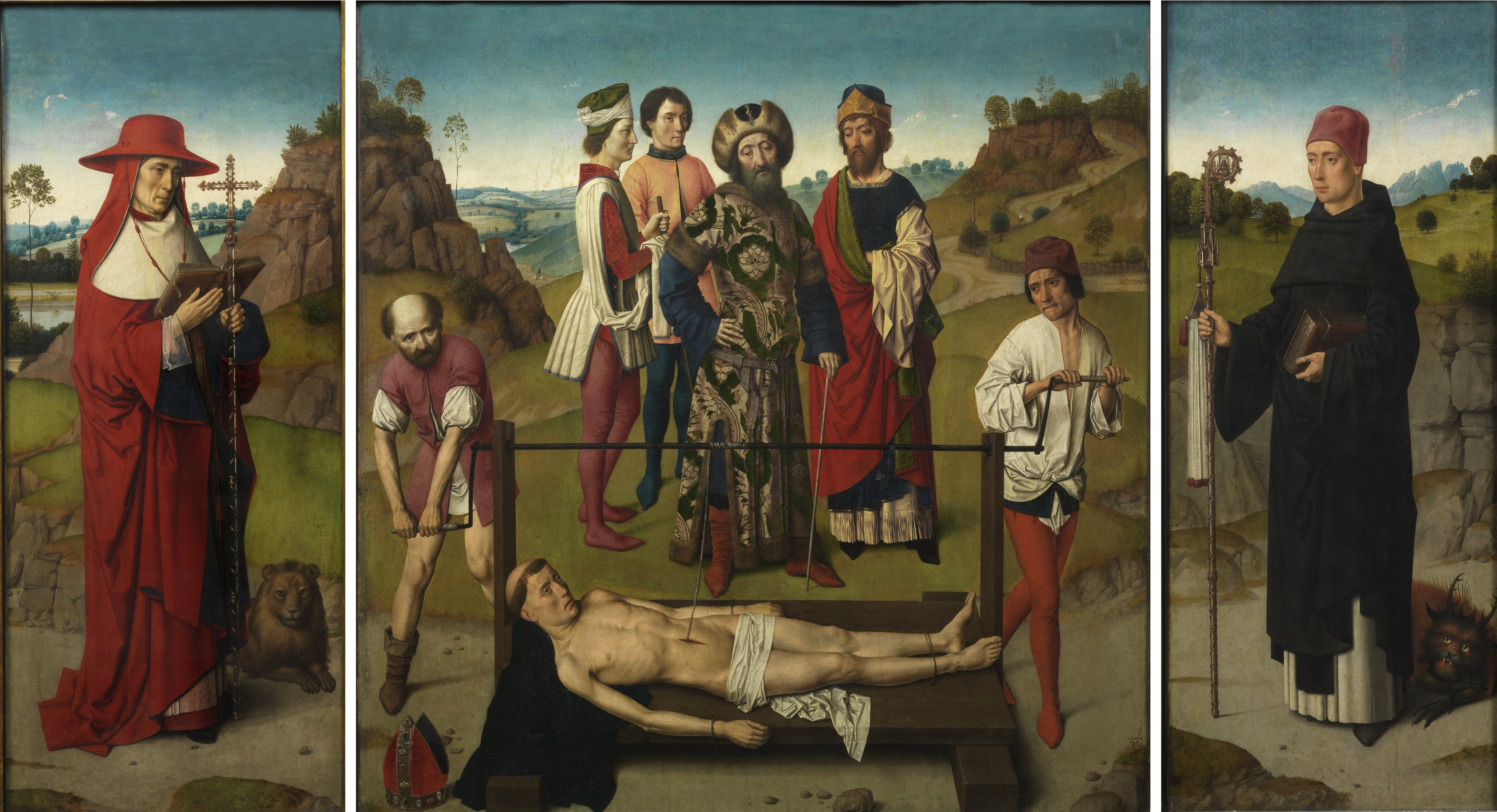
Triptych s mučením sv. Erasma

Dieric Bouts pochází ze severního Nizozemska. Kunsthistorici předpokládají, že studoval v Bruselu u Rogiera Van der Weydena, neboť rozpoznávají na Boutsových malbách jeho vliv. Po studiích kolem roku 1440 Bouts odešel do belgické Lovaně, kde pak žil až do konce svého života. Maloval zde zakázky pro vlámskou šlechtu. 12. července 1476 mu bylo v Lovani vydáno potvrzení, že je přijatým cizincem (nativi ex patriam) a v roce 1468 byl jmenován lovaňským městským malířem.
O Boutsově životě není mnoho známo. Jeho manželkou byla Katharina van der Bruggenová, se kterou měl čtyři děti. Synové Dieric Bouts mladší a Albert (někdy psáno též Aelbrecht) se vyučili v malířské dílně svého otce. Dieric Bouts mladší, který zdědil dílnu, pokračoval ve stejném malířském stylu. U některých děl proto nelze s jistotou rozhodnout, zda jsou dílem Dierica Boutse staršího nebo jeho syna. U Alberta Boutse, který si zřídil vlastní dílnu v Lovani, se malba odlišuje užitím výrazných barev, bohatostí struktur a jemnými detaily.
Dieric Bouts byl významným a bohatým měšťanem Lovaně a krátce před smrtí (1473) se podruhé oženil s Elizabeth Van Voshem. Zemřel 6. května 1475 a byl pohřben ve františkánském kostele Minderbroerderkerk, který stojí jen kousek od domu, v němž v Lovani žil.

## Dílo
Většinou maloval obrazy s náboženskou tematikou a jeho raná díla jsou silně ovlivněna malířským stylem Rogiera Van der Weydena. Ač by měl časově náležet k renesanci, mají Boutsovy obrazy tak gotický ráz, že je označován za iniciátora "návratu ke gotice" v Severské renesanci (kolem roku 1450), případně je přímo ke gotice řazen. Vertikalita je zdůrazněna výškovým formátem obrazů a množstvím svislých prvků rámujících centrální scénu, velká pozornost je věnována podlaze. Ve srovnání s mistry z počátku 15. století má prostor v jeho obrazech velkou hloubku, ale vyvolává dojem prázdnoty. Postavy v zadním plánu mají silně redukovaný objem a působí plošně. Pro Boutse je typická přísně symetrická kompozice s uměle zdůrazněnou centrální osou. Jako jeden z prvních malířů používal perspektivu s mizejícím úběžníkem. Za mistrovské dílo portrétního umění je považován Boutsův Portrét mladého muže (National Gallery, Londýn).
Oltář s Poslední večeří (1468) vytvořil v době, kdy byl jmenován městským malířem v Lovani. Jeho interpretace svatého výjevu je pozoruhodně věcná a podává ho s nekompromisním realismem, téměř jako žánrový obrázek. Učedníci by mohli být Boutsovými současníky a sluha v pozadí je téměř jistě malířovým autoportrétem. Prostředím je středostavovský salon 15. století v Lovani. Bouts byl obeznámen s malbou van Eycka a užívá podobnou perspektivu i zobrazení účinků světla.
Roku 1468 dostal zakázku na výzdobu soudní síně v Lovani. Mělo jít o čtyři velké desky, ale nakonec dokončil pouze jednu z nich – Císařovnin Boží soud před císařem Ottou III. (dnes v Musées royaux des Beaux-Arts v Bruselu). Obraz byl inspirován příběhem o falešném obvinění hraběte císařovnou, jakožto msty za to, že nepodlehl jejím svodům. Na obraze je zachycen boží soud s císařovnou, který prokazuje nevinu hraběte. Odborníci soudí, že se Bouts inspiroval obrazy Rogiera Van der Weydena, který maloval podobná témata na zakázku bruselské radnice v roce 1436 (tyto obrazy se však nedochovaly, byly zničeny roku 1695). Císařovnin Boží soud patří k jeho nejoceňovanějším dílům. K dalším patří Oplakávání Krista (1460) nebo Poslední večeře (1464–67), kterou objednalo bratrstvo Nejsvětější svátosti a na provedení dohlíželi dva profesoři teologie.

### Raná díla (před 1464)
Boutsovo nejranější dílo je Triptych života Panny v Pradu v Madridu, datované kolem roku 1445. Oltářní obraz Snímání z kříže v Granadě v Capilla Real pravděpodobně také pochází z tohoto období, přibližně mezi lety 1450 až 1460. Rozdělený plátnový oltářní obraz – nyní v Královských muzeích výtvarných umění Belgie v Bruselu, Muzeu J. Paula Gettyho v Los Angeles, Národní galerii v Londýně, Muzeu Nortona Simona v Pasadeně a ve švýcarské soukromé sbírce – se stejnými rozměry jako Oltářní obraz svátosti oltářní může rovněž pocházet z této doby. Dalším raným dílem je Lamentace (Pietà) v Louvru.

### Známá díla
- 1445 Mariánský oltář, Prado, Madrid
- 1455 Pašijový oltář (centrální scéna Snímání z kříže, křídla: Ukřižování, Zmrtvýchvstání), Museo de la Capilla Real, Granada
- 1455 Narození Ježíška, Metropolitan Museum of Art, New York
- 1450–60 Oltář s Ukřižováním, části v Musées Royaux des Beaux-Arts, Brusel, J. Paul Getty Museum, Malibu, National Gallery, Londýn, Norton Simon Museum, Pasadena
- 1462 Portrét mladého muže, National Gallery, Londýn
- 1462–64 Ecce Agnus Dei, Alte Pinakotek, Mnichov
- po 1460 Brabantská perla (autorství nejisté, někdy uváděn neznámý vlámský mistr "Meister der Perle von Brabant", Alte Pinakothek, Mnichov
- 1465 Madona s dítětem, National gallery, Londýn
- 1450–60 Triptych s Mučením sv. Erasma, Sint-Pieterskerk, Museum voor Kerkelijke Kunst, Lovaň
- 1464-67 Setkání Abraháma a Melchisedeka, chrám sv. Petra, Lovaň
- 1464–68 Oltář s Poslední večeří, chrám sv. Petra (Sint-Pieterskerk), Museum voor Kerkelijke Kunst, Lovaň
- 1468 Cesta do ráje, Pád hříšníků (dvě části původního triptychu), Palais des beaux-arts, Lille
- 1470 Ráj a peklo, Louvre, Paříž
- 1471 Soud císaře Otty III.(2 deskové obrazy), Musées royaux des beaux-arts de Belgique, Bruxelles[12]
- 1473–75 Cyklus obrazů na téma Posledního soudu (nedokončeno), Musées Royaux des Beaux-Arts, Brusel[13]

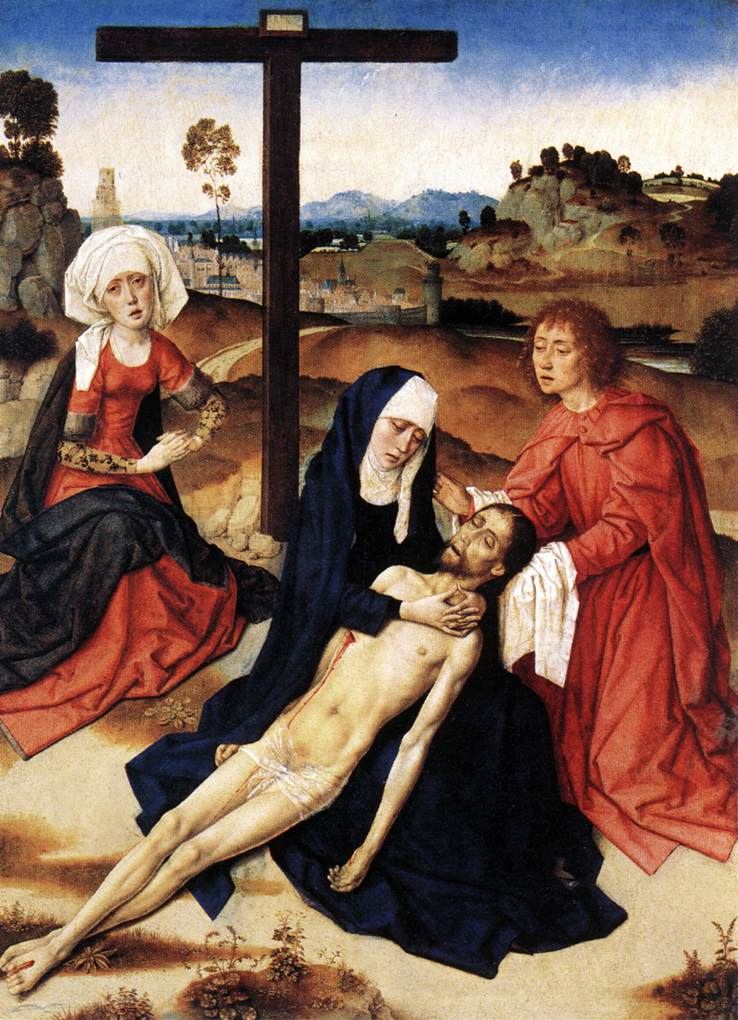
Oplakávání Krista, okolo 1460
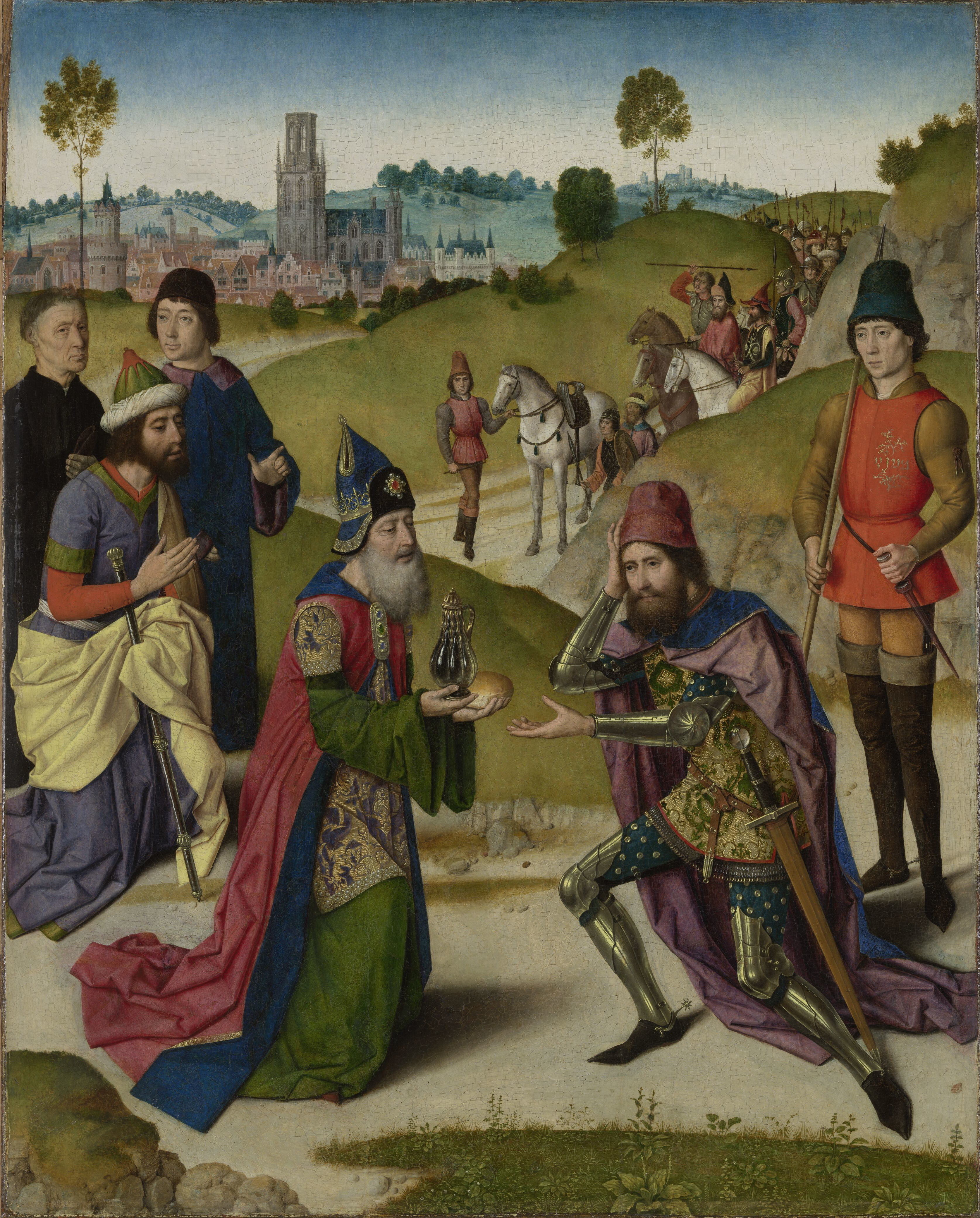
Setkání Abraháma a Melchisedeka, 1464-67
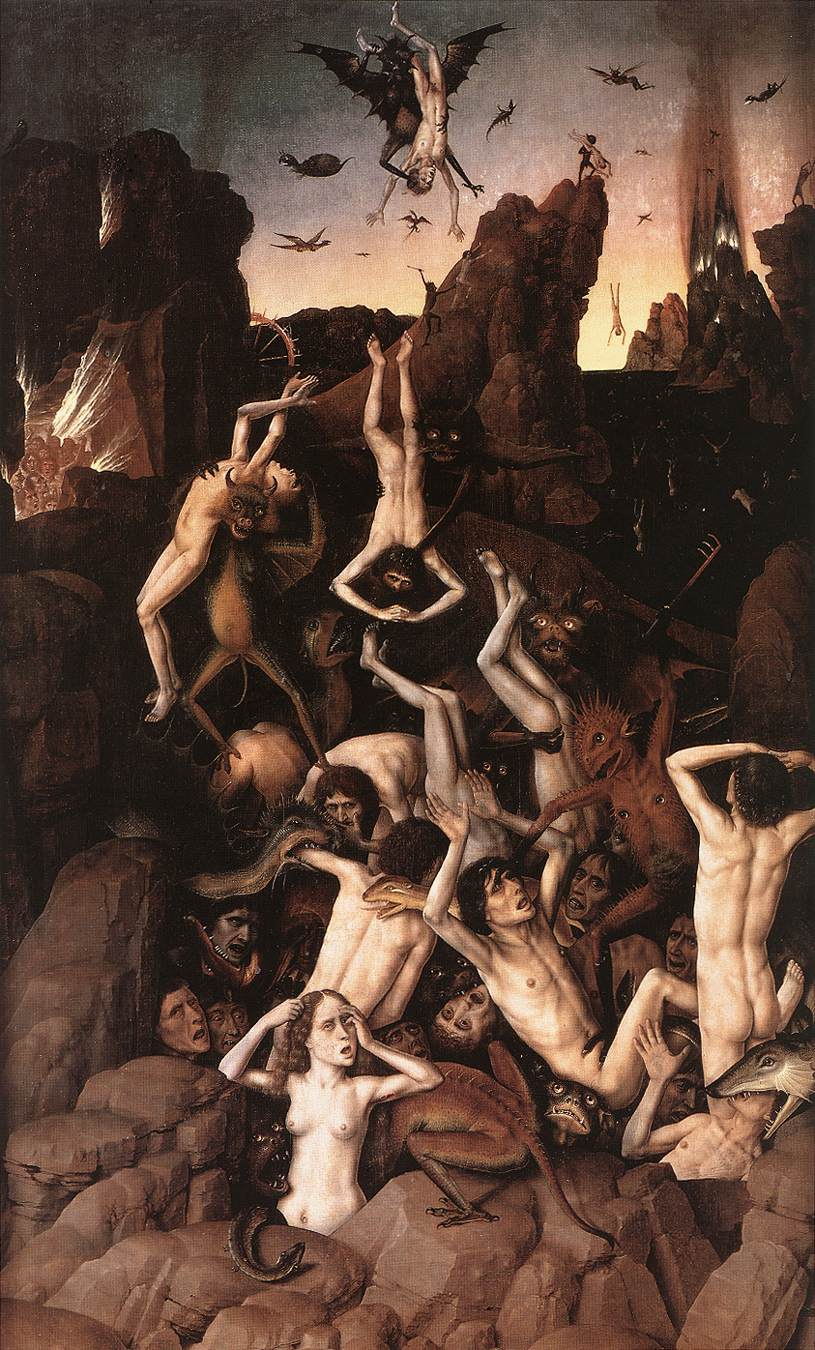
Pád hříšníků, 1468
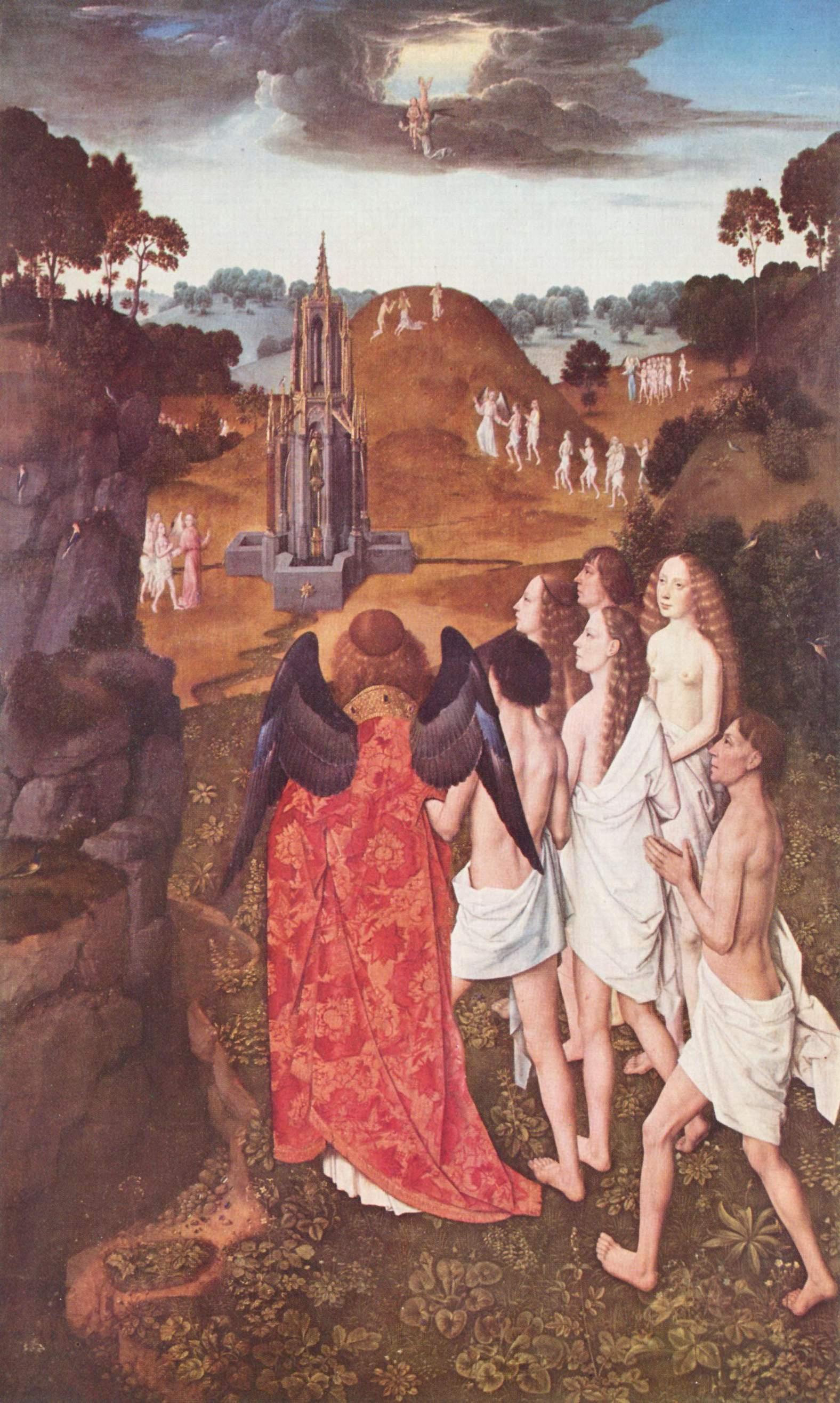
Cesta do Ráje, 1468